# Rhynchostegium meridionale
Rhynchostegium meridionale là một loài rêu trong họ Brachytheciaceae. Loài này được Schimp. De Not. mô tả khoa học đầu tiên năm 1867.